# Torneo de Saint-Malo 2021
El L'Open 35 de Saint-Malo 2021 fue un torneo de tenis profesional jugado en canchas tierra batida. Se trata de la vigésimo sexta edición del torneo y la primera como parte de la WTA 125s de 2021. Se llevó a cabo en Saint-Malo, Francia, entre el 3 de mayo al 8 de mayo de 2021.

## Cabezas de serie

### Individuales
| Tenista             | Ranking | Preclasificada |
| Alizé Cornet        | 60      | 1              |
| Rebecca Peterson    | 61      | 2              |
| Alison Van Uytvanck | 68      | 3              |
| Tamara Zidanšek     | 80      | 4              |
| Viktorija Golubic   | 84      | 5              |
| Arantxa Rus         | 85      | 6              |
| Nina Stojanović     | 88      | 7              |
| Christina McHale    | 90      | 8              |

- Ranking del 26 de abril de 2021

### Dobles
| Tenista                              | Ranking | Preclasificada |
| Hayley Carter Luisa Stefani          | 53      | 1              |
| Kaitlyn Christian Sabrina Santamaria | 129     | 2              |
| Anna Kalinskaya Yana Sizikova        | 174     | 3              |
| Lidziya Marozava Andreea Mitu        | 196     | 4              |

## Campeonas

### Individuales femeninos
Viktorija Golubic venció a  Jasmine Paolini por 6-1, 6-3

### Dobles femenino
Kaitlyn Christian /  Sabrina Santamaria vencieron a  Hayley Carter /  Luisa Stefani por 7-6(4), 4-6, [10-5]